# Aragonit
Aragonitul este un mineral, respectiv o variantă anhidră a carbonatului de calciu, fără ioni străini. El cristalizează în sistemul ortorombic. Formula sa chimică este: CaCO3. Densitatea este de 2,95 g/cm3. 
Duritatea pe scara lui Mohs variază între 3,5 - 4.5. Cristalele sale pot fi prismatice, cilindrice, dendritice sau oolitice, de culori diferite, cu un grad de transparență diferită, având proprietatea de luminiscență și fluorescență (în prezența razelor ultra-violete), fiind atacat ușor de baze sau acizi.
Minerale asemănătoare aragonitului sunt: Baritina, Gipsul, Calcitul și Cuarțul.

## Etimologie și istoric
Numele mineralului amintește numele descoperitorului Francois Arago care în 1811 a fost primul care a observat la cuarț proprietatea devierii axei optice. Alte izvoare atestă faptul că primele locuri unde mineralul a fost descoperit este regiunea Aragon din Spania.

## Varietăți
Pe lângă argonit, se mai pot găsi în natură alte varietăți ale carbonatului de calciu: Calcit, Vaterit, Calcar, Cretă și Marmură.

Varietățile de culoare sunt:
- Floarea fierului - culoare alb-cenușie, de forma unui coral.
- Pisolith - culoare alb-cenușie, cu forme fibroase, dendritice sau stalactitice.
- Niholsonit - conține zinc.
- Perlmutt
- Sprudelstein (mineral de culoare roșiatică, cu cercuri concentrice).
- Tarnowitzit (Pb,Ca)CO3
- Zeiringit („Sprudelstein” de culoare verzuie)

## Răspândire
Aragonitul este componenta principală a perlmuttului, de origine biogenă, participând la formarea perlelor și coralilor.
In regiunea Aragon mineralul s-a format în golurile rocilor magmatice, aici fiind prezente florile fierului, iar în prezența apelor termale sunt prezente variantele sprudelstein și pisolith.
Aragonitul ia naștere prin oxidare sau prin procese hidrotermale din siderit (FeCO3) și pirită.
Regiunile unde s-a descoperit în cantități notabile sunt: Corocoro (Bolivia), Erzberg (Austria), Hořenec/Bílina și Karlovy Vary (Cehia), Aragon (Spania), Podrečany (Slovacia), Cianciano (Italia) și Tarnobrzeg (Polonia).

## Utilizare
Ca piatră prețioasă, dar datorită clivajului și durității reduse deține o stabilitate mai redusă. Este folosită în continut minor pentru neutralizarea durerii și stării emoționale a bolnavilor

## Imitații
Din cauza instabilității mineralului (este ușor atacat de acizi și baze), cât și în scopul creării unui luciu accentuat, aragonitul este stabilizat cu ajutorul rășinilor artificiale sau colorat după cum dictează moda.
Aceste procedee au înlesnit activitatea falsificatorilor, care produc imitații de aragonit din calcedon, calcit și jadeit (NaAl(Si2O6). Aceste imitații sunt vândute pe piață sub numele de Kalifornischer Onyx, Mexikanischer Onyx sau Türkischer Onyx (onix californian, mexican sau turcesc).

## Galerie de imagini

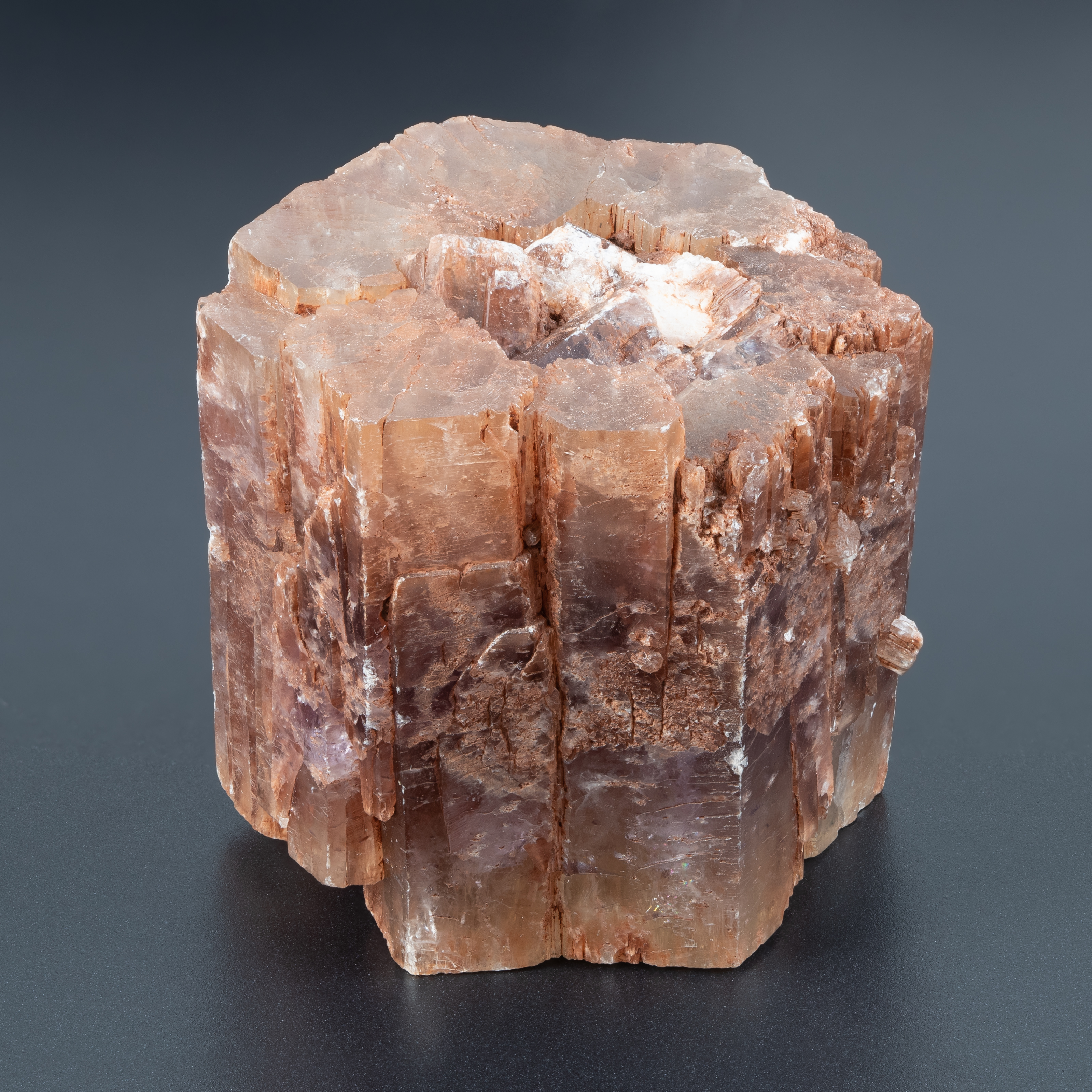
Cristale pseudohexagonale (cristale triple de aragonit din Spania)
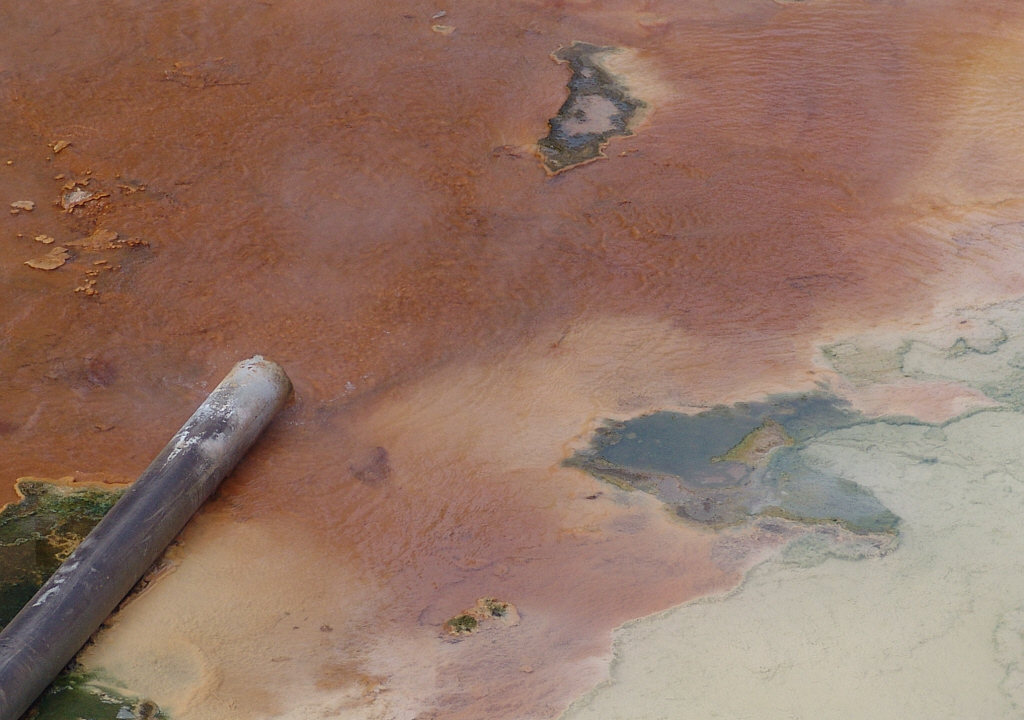
Depuneri de aragonit la izvorul termal Großen Sprudel (Vřídlo) din Karlovy Vary (Cehia)
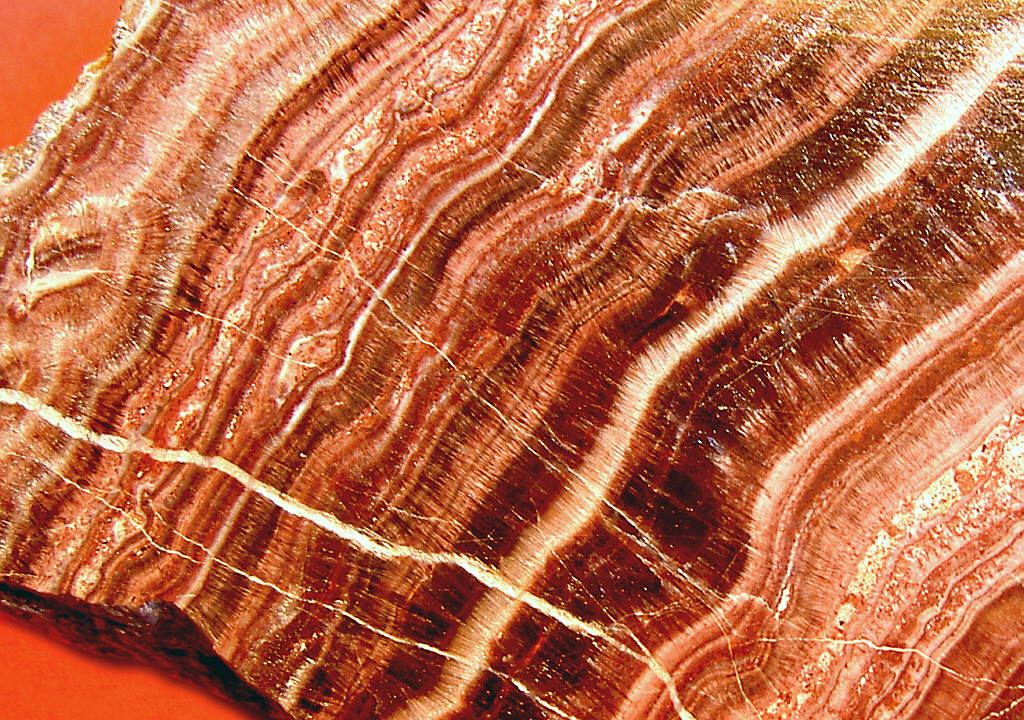
Sprudelstein din Karlovy Vary (Cehia)
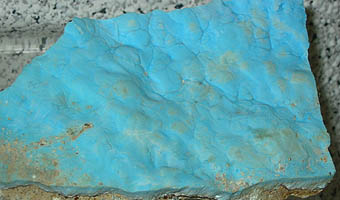
Zeiringit din Slovacia
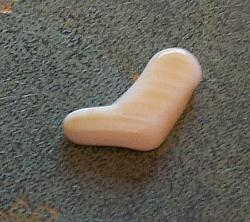
Perlmutt